# Haloarcula
A  Haloarcula a Halobacteriaceae családba tartozó Archaea nem.

## Leírása
A Haloarcula nem tagjai extrém halofil archeák. A  Halobacteriaceae család többi nemétől a TGD-2 poláris lipidek specifikus származékainak jelenléte különbözteti meg. Hét faja van: H. vallismortis, H. marismortui, H. hispanica, H. japonica, H. argentinensis, H. mukohataei, és H. quadrata. A H. quadrata akkor izolálták először, amikor tenyészteni próbálták a Haloquadratum walsbyit.
Optimálisan  40–45 °C között nőnek.

## Ökológia
Megtalálható semleges sós környezetekben például sós tavakban, tengeri sótelepeken, és sós talajokban. A Halobacteriaceae család más tagjaihoz hasonlóan legalább 1,5 M NaCl kell a növekedésükhöz, optimálisan 2,0-4,5 M NaCl koncentráció mellett nőnek.